# يلينا سفيتولينا
يلينا سفيتولينا (بالأوكرانية: Еліна Михайлівна Світоліна)‏ (مواليد 12 سبتمبر 1994 في أوديسا، أوكرانيا)، هي لاعبة كرة مضرب أوكرانية. وهي حالياً الأوكرانية الأولى في كرة المضرب.
في فبراير 2017، أحرزت يلينا لقبها السادس بفوزها بمجموعتين نظيفتين (6-4) و(6-2) أمام الدنماركية كارولين فوزنياكي في نهائي بطولة سوق دبي الحرة.

## روابط خارجية
- يلينا سفيتولينا على موقع رابطة محترفات التنس (الإنجليزية)
- يلينا سفيتولينا على موقع الاتحاد الدولي لكرة المضرب (الإنجليزية)
- يلينا سفيتولينا على موقع كأس بيلي جين كينغ (الإنجليزية)
- يلينا سفيتولينا على موقع بطولة ويمبلدون (الإنجليزية)
- يلينا سفيتولينا على موقع خلاصة التنس.كوم (الإنجليزية)
- يلينا سفيتولينا على موقع إي إس بي إن.كوم (الإنجليزية)
- يلينا سفيتولينا على موقع اللجنة الأولمبية الدولية (الإنجليزية)
- يلينا سفيتولينا على موقع أوليمبيديا (الإنجليزية)